# Campeonato Italiano de Rugby 1938-39
El Campeonato de Rugby de Italia de 1938-39 fue la decimoprimera edición de la primera división del rugby de Italia.

## Sistema de disputa
El torneo se disputó en formato liga en donde cada equipo enfrentaba a cada uno de sus rivales en condición de local y de visitante.
El equipo que al finalizar el campeonato se ubique en la primera posición se corona campeón del torneo.

## Desarrollo
Tabla de posiciones:
| Pos. | Equipo           | Encuentros | Encuentros | Encuentros | Encuentros | Tantos | Tantos | Tantos | Puntos |
| Pos. | Equipo           | PJ         | PG         | PE         | PP         | F      | C      | Dif    | Puntos |
| ---- | ---------------- | ---------- | ---------- | ---------- | ---------- | ------ | ------ | ------ | ------ |
| 1.º  | Amatori Milano   | 14         | 12         | 1          | 1          | 299    | 46     | +253   | 25     |
| 2.º  | GUF Torino       | 14         | 9          | 3          | 2          | 109    | 46     | +63    | 21     |
| 3.º  | GUF Parma        | 14         | 7          | 3          | 4          | 82     | 70     | +12    | 17     |
| 4.º  | A.S. Roma        | 14         | 5          | 3          | 6          | 76     | 106    | -30    | 13     |
| 5.º  | ASD Rugby Torino | 14         | 5          | 2          | 7          | 66     | 84     | -18    | 12     |
| 6.º  | GUF Roma         | 14         | 3          | 3          | 8          | 70     | 127    | -57    | 9      |
| 7.º  | GUF Padova       | 14         | 4          | 1          | 9          | 61     | 144    | -83    | 9      |
| 8.º  | Napoli           | 14         | 2          | 2          | 10         | 70     | 210    | -140   | 6      |

|  | Campeón. |

### Campeón
| Bandera de Italia      |
| Campeón Amatori Milano |
| Noveno título          |